# Andreas Küttel
Andreas Küttel, född 25 april 1979 i Einsiedeln, kantonen Schwyz , är en tidigare backhoppare från Schweiz. Han tävlade för Skiclub Einsiedeln.

## Karriär
Andreas Küttel började med backhoppning 1986. I junior-VM 1996 i Asiago, Italien vann han en bronsmedalj i individuella tävlingen.
Han debuterade i världscupen 2 december 1995. Sin första delseger i världscupen tog han 3 december 2005 i Lillehammer. Veckan efter tog han sin andra världscupseger i Harrachov, Tjeckien. Han har hittills vunnit fem världscuptävlingar. Den första vann han 2005 i Lillehammer. Då satte han backrekord i Lysgårdsbakken med 139 meter. Han har också varit på prispallen femton gånger. Küttel vann tävlingen i storbacke i världsmästerskapen i Liberec 2009. Den sista delsegern av i allt 5 segrar i världscupen tog han 23 december 2007 i Engelberg, Schweiz. Han tävlade 13 säsonger i världscupen och blev som best säsongerna 2005/2006 (nummer 3 sammanlagt), 2006/2007 (nummer 5) och 2007/2008 (nummer 7 sammanlagt).
Skid-VM 2009 i Liberec blev Andreas Küttel nummer 6 i första tävlingen (i normalbacken). Han lyckades dock vinna tävlingen i stora backen, 0,4 poäng före Martin Schmitt, Tyskland och 1,8 poäng före Anders Jacobsen, Norge. Backhoppningstävlingen blev avgjord efter första omgång. Andra omgången blev inställd på grund av kraftigt snöfall. Andreas Küttel hade längsta hoppet, 133,5 meter.
Under OS 2010 i Whistler Olympic Park i Vancouver hade Küttel bara moderata framgångar. I tävlingen i normalbacken 13 februari hoppade han 94,0 meter i första omgången. Det var 11 meter kortare än guldvinnaren Simon Ammanns första hopp. Küttel lyckades inte kvalificera sig till finalomgången och blev till slut nummer 35. I stora backen lyckades han lite bättre och blev nummer 24. Längsta hoppet mätte 121,5 meter och var 22,5 meter kortare än dubbla guldvinnaren och landsmannen Simon Ammanns hopp på 144,0 meter, det längsta i tävlingen. Schweiz hade inget lag i laghoppningen.
Hellre inte under Skid-VM 2011 i Holmenkollen, Oslo lyckades Andreas Küttel. Han blev nummer 29 i normalbacken och nummer 43 i stora backen. I lagtävlingen kom det schweiziska laget på en tionde plats. Andreas Küttel avslutade sin idrottskarriär efter Skid-VM 2011.
Kuttel har en guldmedalj från schweiziska mästerskapen 2010 i Einsiedeln, före Simon Ammann och Marco Grigoli. Bästa säsongen i Tysk-österrikiska backhopparveckan var säsongen 2005/2006 då han blev nummer fyra sammanlagt. I Sommar-Grand-Prix har han två delsegrar, i Bischofshofen, Österrike 3 september 2005 och i Hakuba, Japan 8 september 2007.

## Övrigt
Andreas Küttel er med i den humanitära hjälporganisationen Right to Play (en internationell hjälporganisation där sport og lek används i hjälpprogram för att utveckla och bättra livskvalitet och hälsa hos barn i mindre gynnade områden i världen. Programmen drivs till stor del av tidigare och aktiva idrottare i Kanada, Italien, Nederländerna, Norge, Storbritannien, Schweiz och USA.